# Olekszandr Ivanovics Jacenko
Olekszandr Ivanovics Jacenko (ukránul: Олександр Iванович Яценко; 1985. február 24. –) ukrán válogatott labdarúgó, a Dinamo Kijiv nevelése, jelenleg a Csornomorec Odesza játékosa.